# Сила одного
Сила одного (англ. A Force of One) — американський фільм режисера Пола Аарона.

## Сюжет
У маленькому каліфорнійському містечку орудує банда тоговців наркотиками. Допомагати поліцейським в знищенні мафії починає чемпіон по карате Мет Лонган. У нього до бандитів особливий рахунок: один із злочинців убив сина і учня Логана. Тепер цей бандит — супротивник Мета на рингу. А поза рингом — це найнебезпечніший ворог поліцейських, що використовує в боротьбі заборонені прийоми.

## У ролях
- Дженніфер О'Ніл — Менді Раст
- Чак Норріс — Метт Логан
- Клу Гулагер — Данн
- Рон О'Ніл — Роллінс
- Білл Воллес — Спаркс
- Ерік Ланевілль  — Чарлі Логан
- Джеймс Вітмор мол. — Московіц
- Клінт Річі — Мелроуз
- Пепе Серна — Орландо
- Рей Вітте — Ньютон
- Тейлор Лочер — Бішоп
- Ліза Джеймс — Харрієтт
- Чу Чу Малаве — Руді
- Кевін Гір — Джонсон
- Юджин Батлер — Мерфі
- Джеймс Холл — Мосс
- Чарльз Сайферс — доктор Еппіс
- Аарон Норріс — Андерсон
- Рік Пріето — Родрігес
- Донні Вільямс — Джош Лоуренс
- Гай Мессенджер — скейтбордист
- Карен Обедаєр — Еліс
- Джордж Бейлі — Ервін
- Стен Веллс — підліток дилер
- Луі Тіано — Девіс
- Деніел С. Магар — Кліффорд
- Дон Донаті — Клют
- Чарльз Б. Дженкінс — клерк
- Вільям Маєрс — Алекс
- Пет Е. Джонсон — рефері 1
- Роберт Барроу — рефері 2
- Тайгер Лілі Денетт — корейська офіціантка
- Девід Еманн — Вуличний торговець на Арені
- Лоуренс Коен — наркоторговець
- Джефф Егіл — поліцейський
- Волтер Шампейн — фотограф
- Майк Норріс — Піца скейтбордист
- Мел Новак — диктор
- Джессі Логан — гість
- Сьюзен Пламб — гість
- Лана Саммерс — гість
- Дерек Кеннан — кутовий
- Джей Де Плано — кутовий
- Брайан Хоулчек — кутовий
- Дон Пайк — кутовий
- Джон Робертсон — кутовий
- Карлос Валенсіа — кутовий
- Джиммі Вільямс — Батько в Додзьо, (в титрах не вказаний)